# M84
M84（也稱為NGC 4374）是一個位於室女座的透鏡狀星系，深入於室女座星系團的核心內部，距離地球大約有5300萬光年遠
，是室女座星系團中最明亮的星系之一。
無線電觀測和哈伯太空望遠鏡的影像顯示M84有兩道物質的噴流從星系的核心向外發射，加上接近核心的星盤有高速旋轉的氣體和恆星，顯示有著質量高達18 ×108 M☉的超巨質量黑洞存在於星系的核心。

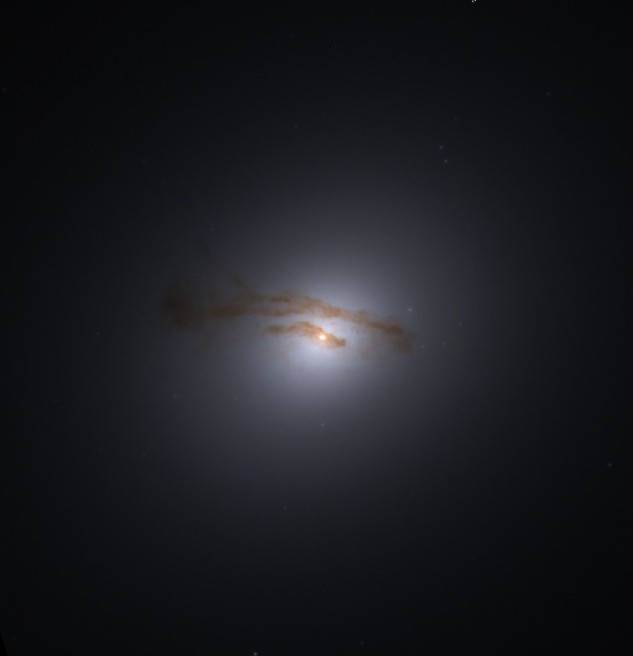
HST觀測的M84核心。

## 歷史
查爾斯·梅西耶有系統的在夜空中搜尋"雲狀的天體"，於1781年3月18日發現這個天體，是編入梅西耶目錄的第84個天體。

## 超新星
在M84曾經觀測到兩顆超新星：SN 1957
和SN 1991bg。
可能還有第三顆：SN 1980I是它的一部分，或者是鄰近的星系梅西耶 86或NGC 4387。

## 外部連結
- SEDS Lenticular Galaxy M84
- WikiSky上关于M84的内容：DSS2, SDSS, GALEX, IRAS, 氢α, X射线, 天文照片, 天图, 文章和图片
- WIKISKY.ORG: SDSS image, M84 （页面存档备份，存于）